# Труд (Нижегородская область)
 Труд  — опустевший поселок в Лысковском районе Нижегородской области России. Входит в состав Леньковского сельсовета.

## География
Находится на правобережье Волги, на расстоянии приблизительно 11 километров по прямой на юг от города Лысково, административного центра района.

## История
Известен был с 1875 года как хутор Углы (имение Марии Башкировой, урожденной княжне Чегодаевой).

## Население
Постоянное население составляло 3 человека (русские 100%) в 2002 году, 0 в 2010.